# Nishikasai
Nishikasai é o nome de um bairro no distrito de Edogawa, Tóquio. Os nomes dos lugares administrativos atuais são Nishikasai 1-chome a Nishikasai 8-chome. O código postal é 134-0088.

## Geografia
Ele está localizado na parte sudoeste do distrito de Edogawa e pertence à área de Kasai. Fica na margem leste do Nakagawa, um rio de primeira classe que corre ao longo do rio Arakawa. Com uma área de 1.9888 quilômetros quadrados, é a sexta maior do bairro. O norte da área da cidade é limitado por Kasaibashi-dori e Barkayaba-dori a Kitakasai, o sul é limitado por Shinsakongawa a Rinkaicho, a leste é limitado por Kasai Chuo - dori a Nakakasai, e a oeste é limitado por Seishincho. Arakawa e Nakagawa com a areia oriental de Koto Ward na margem oposta. Nishikasai fica a apenas 1,5 km da Baía de Tóquio, do outro lado da cidade litorânea recuperada, e está localizada em uma área de zero metro acima do nível do mar, onde seria submersa mesmo na maré baixa sem um dique. No entanto, como Rinkai-cho e Seishin-cho voltados para a Baía de Tóquio são construídos na superfície da água por enchimento, há pouca preocupação com a submersão, mas sim com o colapso do curso superior do rio Arakawa, como o Kathleen tufão. Uma das causas da subsidência da planície é a subsidência do solo e, em particular, Nishikasai 2-chome estabeleceu um recorde de subsidência de 23,89 cm em um ano de 1968 (Showa 43). De 1890 (Meiji 23) a 1970 (Showa 45), o solo de Nakakasai 3-chome também foi rebaixado em mais de 2 metros. A causa parece ser o bombeamento de águas subterrâneas associado à mineração do Campo de Gás Minami Kanto.

### Área residencial
Nishikasai é a cidade mais populosa do distrito, com 22.464 famílias e 45.347 pessoas (janeiro de 2017). O desenvolvimento da área residencial em Nishi-Kasai foi provocado pela abertura da Estação Nishi-Kasai na Linha Tozai do Metrô de Tóquio em 1979 (Showa 54). Existem poucas casas chamadas unifamiliares ao redor da estação, e há muitos apartamentos de médio e alto padrão, como apartamentos e condomínios. Em particular, a densidade populacional de 3-chome é alta, sendo a segunda maior da ala. No lado norte da estação, há um complexo habitacional de grande escala "Complexo habitacional Kojimacho 2-chome" da Organização de Renovação Urbana (UR).
Residentes indianos
Desde os anos 2000, muitos indianos, principalmente engenheiros de TI, moram lá, e parece que eles são frequentemente apresentados na mídia sob a perspectiva da "Índia no Japão". Em 2018 (Heisei 30), existem cerca de 35.000 registros de estrangeiros indianos no Japão, dos quais cerca de 10% vivem em Edogawa.
O aumento do número de engenheiros de TI indianos que visitam o Japão se deve ao fato de terem sido convidados a lidar com o problema do ano 2000, que era uma preocupação com o mau funcionamento dos computadores. Naquela época, os índios, como outros estrangeiros, tinham dificuldade em encontrar um lugar para morar, mesmo que tivessem profissão e renda. Por volta de 2000, a Organização Urbana da UR relaxou as condições para se mudar para o complexo habitacional Nishikasai, Seishincho e Kojimacho, e permitiu que agentes de língua inglesa apresentassem e mediassem, de modo que muitos indianos começaram a viver em Nishikasai. Jagmohan Chandrani, trader que foi um dos rostos da sociedade indiana no Japão, auxiliou nas negociações com uma imobiliária local, e também há o mérito de poder ser feito no centro da cidade onde existem muitas empresas de TI e seus clientes na Linha Tozai do Metrô de Tóquio. A comunidade indiana foi formada.
À medida que o número de residentes indianos aumentava, restaurantes indianos e lojas em geral foram abertos. Existem muitos restaurantes do norte da Índia no lado norte da estação Nishikasai e restaurantes do sul da Índia no lado sul. Em 2006, a "Global Indian International School " foi aberta, e os alunos japoneses representavam cerca de 40% dos alunos devido à sua internacionalidade, como as aulas de inglês. Por volta de 2014, a escola indiana também se mudou de Mizue para Nishikasai.
Planik Yogendra, da Índia, foi eleito pela primeira vez nas eleições da Assembleia da Ala de Edogawa (19ª Eleições Locais Unificadas), realizadas em 22 de abril de 2019.